# Acido ibotenico
L'acido ibotenico è una tossina presente nell'Amanita muscaria e nell'Amanita pantherina.
In particolare è stato osservato che l'acido ibotenico, strutturalmente correlato all'acido glutammico, causa eccitazione, a differenza del muscimolo essendo più simile all'acido γ-amminobutirrico, esercita un effetto depressivo. L'effetto allucinogeno del muscimolo è circa cinque volte superiore rispetto a quello dell'acido ibotenico,

## Meccanismo d'azione e quadro clinico
L'acido ibotenico è un agonista del recettore glutammato, Nel ratto la somministrazione intraperitoneale di un estratto acquoso di Amanita muscaria (contenente acido ibotenico), induce alterazioni a carico di alcuni parametri ematochimici. In particolare, si osserva ridotta attività dell'acetilcolinesterasi, riduzione dei livelli epatici di glicogeno con conseguente incremento della glicemia e riduzione dell'azotemia. Non viene invece modificata l'attività delle transaminasi seriche e non sono compromessi organi vitali quali fegato e reni. Nel giro di sei ore i valori modificati dall'ingestione del fungo tendono a normalizzarsi.
L'intossicazione da acido ibotenico si manifesta con scoppi d'ira e di ilarità, e allucinazioni alle quali segue uno stato di torpore e spossatezza.

## Legislazione
In Italia né l'acido ibotenico, né il muscimolo e il muscazone sono inseriti nelle Tabelle contenenti le sostanze stupefacenti o psicotrope sottoposte alla vigilanza e al controllo di cui all'articolo 14 del Decreto del Presidente della Repubblica n. 309/1990 e successive modifiche. In molti paesi europei (Svezia, Norvegia, Paesi Bassi, Finlandia, Danimarca, Regno Unito) i funghi che contengono queste molecole possono essere legalmente comprati, venduti e posseduti. In Canada i funghi non risultano sottoposti a controllo. Negli Stati Uniti, in particolare nello Stato della Louisiana, l'utilizzo non è legale se riferito all'uomo, mentre la legge permette il possesso per scopi rigorosamente estetici, paesaggistici e decorativi.